# Saxifraga bourgaeana
Saxifraga bourgaeana là một loài thực vật có hoa trong họ Saxifragaceae. Loài này được Boiss. & Reut. miêu tả khoa học đầu tiên năm 1856.